# Ponte Romana (Chaves)
Ponte Romana (også kaldet Trajanerbroen) er en stenbuebro i Chaves i Portugal over floden Tâmega. Den forbinder byen Chaves med en forstad ved den sydvestlige bred og benyttes både som vej- og fodgængerbro.
Broen har tolv synlige buer med en fri bredde på op til 8,90 meter. Bygningsværket er dog lavere end den nuværende vej, der fortsætter på begge sider af floden, og som afgrænses af mure. Hele broens samlede længde angives derfor som 140 meter.
Opførelsen af broen påbegyndtes sandsynligvis i kejser Trajans regeringstid i slutningen af det 1. århundrede i den tidligere romerske garnisonsby Aquae Flaviae, hvad en af broens to steler bevidner. Nøjagtige data om begyndelsen og slutningen af byggeperioden er ikke kendt. Broen var en vigtig del af vejen fra Augusta Asturica (Astorga) til Bracara Oppidum Augusta (Braga).
Ponte Romana står som Monumento Nacional under bygningsfredning.